# Coppa Latina 2012 (hockey su pista)
La Coppa Latina 2012 è stata la 26ª edizione dell'omonima competizione europea di hockey su pista riservata alle squadre nazionali. Il torneo ha avuto luogo dal 6 all'8 aprile 2012.
La vittoria finale è andata alla nazionale della Spagna che si è aggiudicata il torneo per l'undicesima volta nella sua storia.

## Formula
La Coppa Latina 2012 vede la partecipazione delle nazionali Under-23 della Francia, dell'Italia, del Portogallo e della Spagna. La manifestazione fu organizzata con un girone all'italiana, con gare di sola andata di 3 giornate: erano assegnati tre punti per l'incontro vinto, un punto a testa per l'incontro pareggiato e zero la sconfitta. Al termine del torneo la squadra prima classificata venne proclamata vincitrice della coppa.

## Risultati
| Squadra    | Pt | G | V | N | P | GF | GS | DG  |
| ---------- | -- | - | - | - | - | -- | -- | --- |
| Spagna     | 9  | 3 | 3 | 0 | 0 | 18 | 7  | +11 |
| Portogallo | 6  | 3 | 2 | 0 | 1 | 16 | 13 | +3  |
| Francia    | 3  | 3 | 1 | 0 | 2 | 9  | 12 | -3  |
| Italia     | 0  | 3 | 0 | 0 | 3 | 5  | 16 | -11 |

| Vilanova i la Geltrú 6 aprile 2012, ore 19:00 | Francia                       | 0 – 3 | Spagna | \| Arbitri: \| Rui Torres Alessandro Eccelsi \| |
| Arbitri:                                      | Rui Torres Alessandro Eccelsi |       |        |                                                 |

| Vilanova i la Geltrú 6 aprile 2012, ore 20:30 | Italia                     | 2 – 3 | Portogallo | \| Arbitri: \| Antonio Gomez Arnaud Esoli \| |
| Arbitri:                                      | Antonio Gomez Arnaud Esoli |       |            |                                              |

| Vilanova i la Geltrú 7 aprile 2012, ore 18:00 | Francia                          | 4 – 8 | Portogallo | \| Arbitri: \| Alessandro Eccelsi Antonio Gomez \| |
| Arbitri:                                      | Alessandro Eccelsi Antonio Gomez |       |            |                                                    |

| Vilanova i la Geltrú 7 aprile 2012, ore 19:30 | Italia                  | 2 – 8 | Spagna | \| Arbitri: \| Rui Torres Arnaud Esoli \| |
| Arbitri:                                      | Rui Torres Arnaud Esoli |       |        |                                           |

| Vilanova i la Geltrú 8 aprile 2012, ore 11:00 | Francia                  | 5 – 1 | Italia | \| Arbitri: \| Rui Torres Antonio Gomez \| |
| Arbitri:                                      | Rui Torres Antonio Gomez |       |        |                                            |

| Vilanova i la Geltrú 8 aprile 2012, ore 12:30 | Portogallo                      | 5 – 7 | Spagna | \| Arbitri: \| Alessandro Eccelsi Arnaud Esoli \| |
| Arbitri:                                      | Alessandro Eccelsi Arnaud Esoli |       |        |                                                   |